# Sigfrid Durango

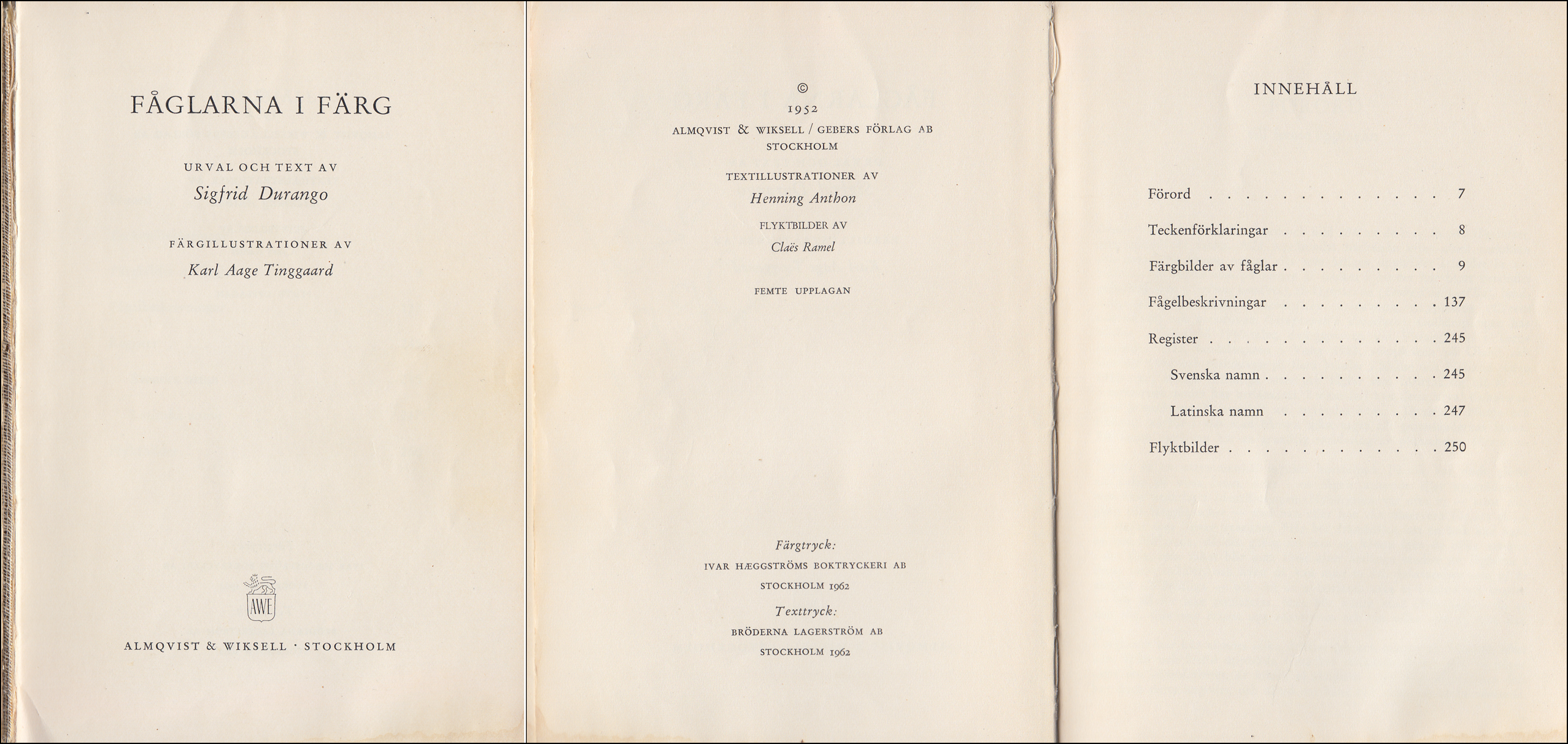
Uppslag i boken Fåglarna i Färg från femte upplagan 1962.

Sigfrid Durango, född 23 april 1906 i Luleå, död 21 juni 1989 i Täby, var en svensk ornitolog.
Han var son till typografen Ruben Dürango och Elsa Bergström och brorson till tidningsmannen Elfrid Dürango. Han avlade folkskollärarexamen i Strängnäs 1928 och var verksam som lärare i Täby och senare på Hjorthagsskolan i norra Stockholm. Som författare till den illustrerade handboken Fåglarna i färg 1952 (11:e upplagan 2001; översatt till finska och utgiven i 13 upplagor i Finland, och även översatt till franska) blev han en av Sveriges mest kända ornitologer och en banbrytare för fältornitologin. Tillsammans med Gunnar Svärdson utgav han 1950–1951 två band om Fåglarna i serien Svenska djur med förord av Frans G. Bengtsson. År 1977 utgav han Lilla fågelboken, som översattes till norska och nederländska. Han var flitig medarbetare i svenska och utländska ornitologiska tidskrifter, bland andra Vår fågelvärld. Från 1955 var han regelbunden naturkåsör i Dagens Nyheter och utgav 1962 en samling kåserier i boken Roslagsår.
Sigfrid Durango var intresserad av hur klimatet påverkade fåglars utbredning, och han hävdade att övergången under 1940- och 1950-talen till ett mer maritimt klimat missgynnade en rad fågelarter med sydostligt ursprung som bland andra blåkråka och törnskata. Han tillbringade många somrar på Fårö, där han studerade dessa fågelarter, men även höksångare och halsbandsflugsnappare.
Sigfrid Durango är begraven på Täby kyrkogård.